# Pierre Brissaud
Pour les articles homonymes, voir Brissaud.
Pierre Brissaud, né le 23 décembre 1885 dans le 6e arrondissement de Paris, ville où il est mort le 17 octobre 1964 en son domicile dans le 1er arrondissement, est un peintre et illustrateur de mode français.

## Biographie

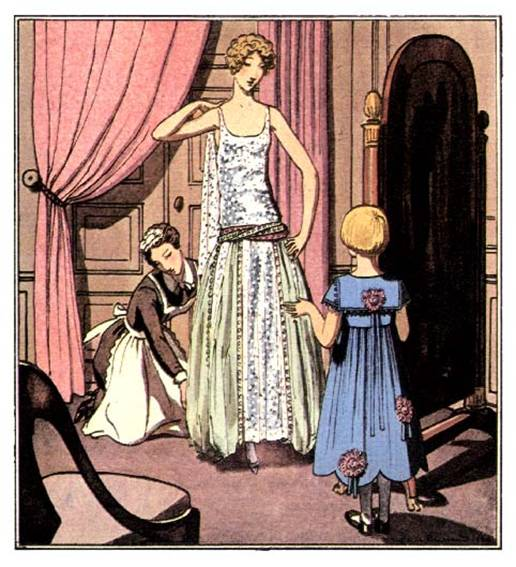
Deux modèles de Jeanne Lanvin, dessin de Pierre Brissaud (Gazette du bon ton, 1922).

Fils du médecin et neurologue Édouard Brissaud et cousin germain de Bernard Boutet de Monvel par sa mère (Hélène Boutet de Monvel), Pierre Brissaud reçoit sa formation d'artiste aux Beaux-arts de Paris, dans l'atelier de Fernand Cormon. Sa famille le pousse à étudier l'art, tout comme son frère Jacques, également peintre. Son oncle est le peintre Louis-Maurice Boutet de Monvel.
En 1907, il expose pour la première fois au Salon des indépendants et au Salon d'automne à Paris.
Il entre à la Gazette du Bon Ton dès novembre 1912 comme illustrateur de mode. Il croque à merveille les créations de Louise Chéruit, Jeanne Lanvin ou Jacques Doucet. Il publie également de dessins pour Les Feuillets d'art.
Il fait partie  du Cercle des Mortigny, fondé par Dimitri d'Osnobichine, en 1908 , qui regroupe de nombreux artistes et habitués de la vie parisienne : Paul Poiret, Bernard Boutet de Monvel,  Georges Villa, Guy Arnoux, Joë Hamman, Lucien-Victor Guirand de Scevola, Joseph Pinchon, André Warnod, Pierre Troisgros, Jean Routier, Henri Callot, Pierre Falize, Pierre Prunier, cercle qui fonctionne jusque dans les années 1950.
Illustrateur émérite, Édouard Chimot fait appel à ses talents pour la Maison Devambez dans les années 1920 : il illustre des œuvres d'Honoré de Balzac, Anatole France, Gérard de Nerval, Pierre Loti et René Boylesve.
Brissaud connaît le succès : son trait plaît aux magazines de mode étrangers, il publie souvent pour les couvertures de Vogue après 1925, mais aussi dans House & Garden (en), Fortune, Vanity Fair, Monsieur, et L'Illustration.

## Illustrations de livres
Pierre Brissaud illustre quelques livres dont :
- Pierre Benoit, Pour Don Carlos, Paris, Plon, 1934, 287 p..
- Honoré de Balzac, Eugénie Grandet, Paris, A. Blaizot et René Kieffer, coll. « Collection Eclectique », 1913, 182 p..
- Pierre Loti, Ramuntcho, Paris, Calmann-Lévy, 1937, 261 p..
- Anatole France, Le petit Pierre, Paris, Devambez, coll. « Éditions d'Art », 1923, 289 p..
- Gérard de Nerval, Sylvie, Paris, Plon, 1933, 105 p..
- Alfred de Musset, Fantasio, Paris, Le Bon Plaisir, 1946, 105 p..
- Alphonse Daudet, Les contes du Lundi, Paris, Devambez, coll. « Éditions d'Art », 1928, 231 p..